# Bizcocho bundt
Un bizcocho Bundt o alternativamente pastel Bundt es una tarta que es horneada en un molde Bundt, dándole la distintiva forma de anillo. La forma está inspirada en un pastel tradicional europeo conocido como Gugelhupf, pero los bizcochos Bundt no están generalmente asociados a una única receta. El estilo del molde en América del Norte fue popularizado en la década de 1950 y 1960, después de que el fabricante de utensilios de cocina Nordic Ware registrara el nombre "Bundt" y empezara a producir moldes Bundt de aluminio fundido. La publicidad de parte de Pillsbury hizo que los bizcochos obtuvieran una extendida popularidad.

## Historia y etimología

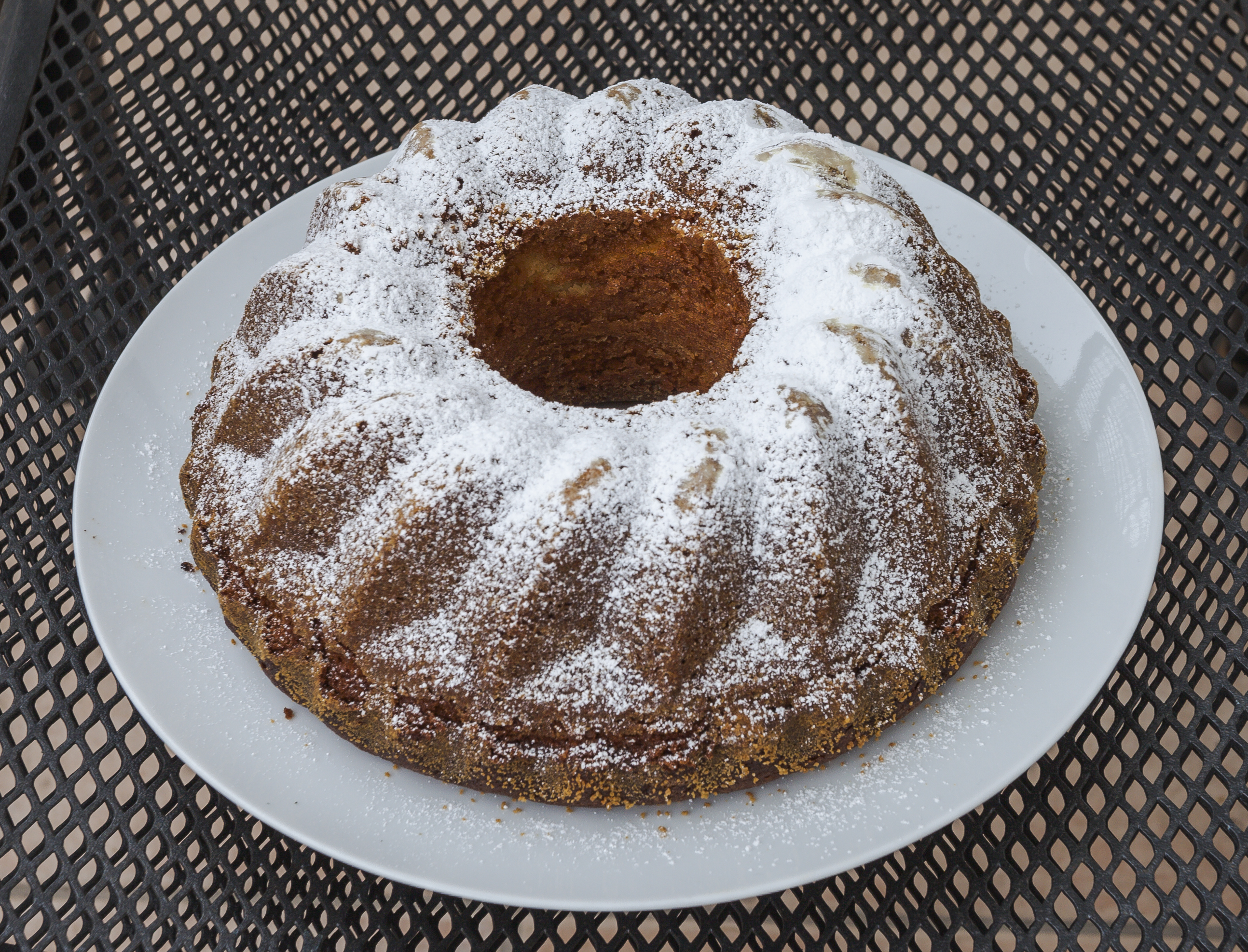
Babka (pastel) con una forma de Bundt

El pastel Bundt deriva en parte de un pastel europeo similar al brioche llamado Gugelhupf, el cual era particularmente popular entre comunidades judías en zonas de Alemania, Austria, y Polonia. En el suroeste de Alemania, el Gugelhupf es tradicionalmente conocido como Bundkuchen, un nombre formado al unir las palabras Bund y Kuchen (pastel).
Hay distintas opiniones difieren en el significado de la palabra Bund. Una posibilidad es que significa "ramo" o "manojo", y refiere a la manera en la que la masa es enrollada alrededor del centro con forma de tubo de molde. En holandés, el pastel se llama "tulband," que es la palabra en holandés para 'turbante.' La pronunciación de la segunda sílaba de esta palabra es muy similar a 'bundt.' Otra fuente sugiere que describe el aspecto enfajado del bizcocho por los bordes con arcos del molde, similar a una gavilla o un fardo de trigo. Algunos autores han sugerido que Bund en cambio se refiere a un grupo de personas, y que el Bundkuchen es así llamado debido a su idoneidad para fiestas y reuniones.
El uso de la palabra bund fuera de Europa para describir a tartas puede ser encontrado en los libros de cocina judío-americanos alrededor de principios del siglo XX. La forma alternativa "bundte" también aparece en una receta de fecha tan temprana como 1901.

## Diseño

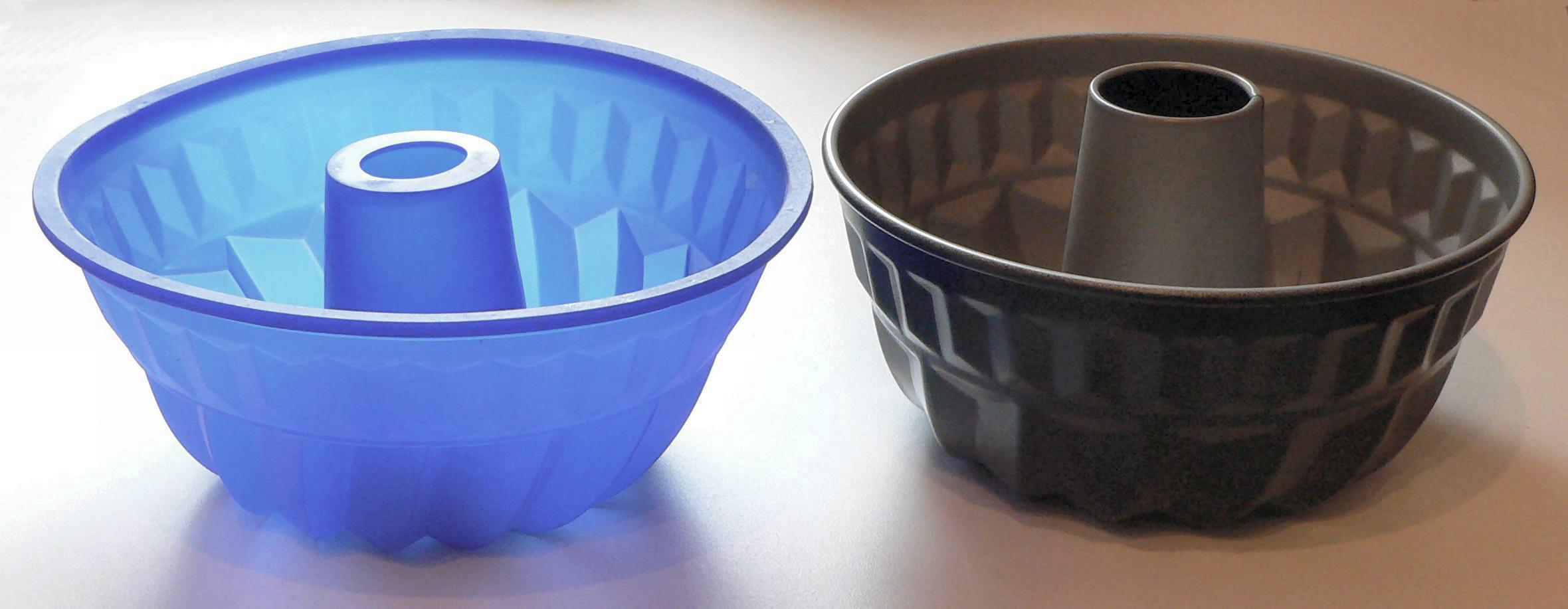
Moldes al estilo Bundt de silicona y metal

Los bizcochos Bundt no se ajustan a una única receta; en cambio, su distintivo radica en su forma. Un molde Bundt generalmente tiene los lados hendiduras que forman arcos, pero su elemento más característico es el tubo central o "chimenea" que deja un agujero cilíndrico en el centro del bizcocho. El diseño está hecho para que más masa toque la superficie del molde que en una simple cacerola redonda, ayudando a proporcionar más rapidez e incluso más distribución del calor durante el horneado. La forma es similar a su predecesor europeo Gugelhupf o Bundkuchen. Un Gugelhupf difiere de los bizcochos Bundt contemporáneos en que sigue una particular receta basada en levadura, con fruta y frutos secos, y a menudo es mucho más profundo y más decorado. También tiene una forma similar el pastel de la Europa del Este Babka, datando de Polonia de principios del siglo XVIII.
A día de hoy, no hay ninguna receta para bizcocho Bundt. Cualquier cosa que sea horneada en un molde similar al Bundt lo es. Las recetas abarcan desde los bizcochos de piñón y chili hasta las mezclas de helado y fruta. Los moldes con el diseño del estilo Bundt se han extendido más allá del anillo con arcos original, ya que ha día de hoy existen diseños de skylines y catedrales, todos con el agujero requerido en el centro del molde, hechos por Nordic Ware y otros. Ya que un pastel toroidal es bastante difícil de glasear, los bizcochos Bundt son típicamente o bien espolvoreados con azúcar glas, o glaseados, o servido sin decorar. Las recetas específicamente diseñadas para los moldes Bundt a menudo tienen rellenos; Pound cake hechos con molde Bundt son también comunes.
Ya que el nombre "Bundt" es una marca registrada, los moldes similares son a menudo vendidos como "molde anillo" o dando otros títulos descriptivos similares. El titular de marca Nordic Ware solo produce moldes Bundt de aluminio, pero moldes de anillo con arcos similares están disponibles en otros materiales.

## Ascenso a la popularidad

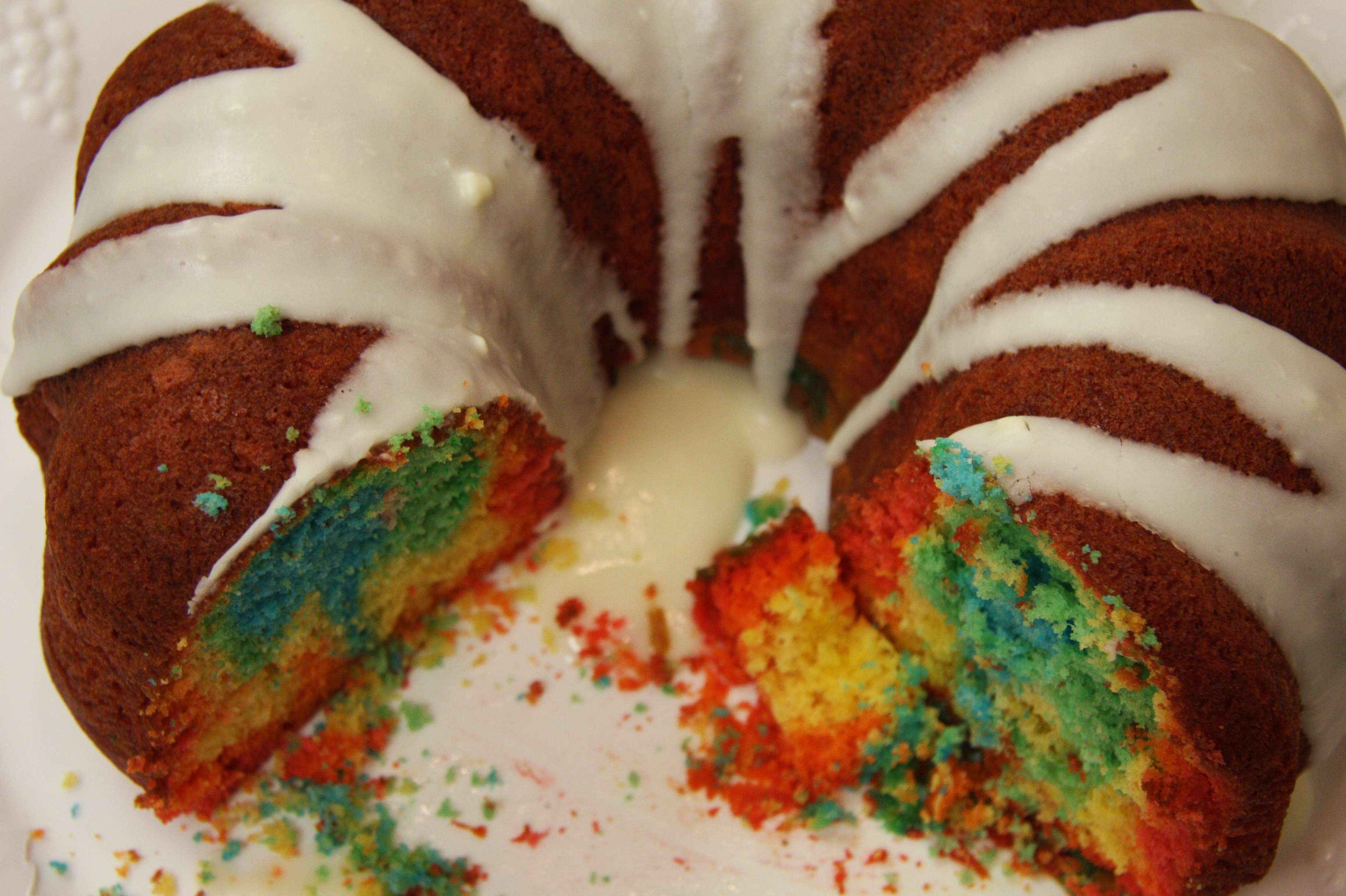
Bizcocho Bundt de arcoíris

Las personas reconocidas por popularizar el bizcocho Bundt son el empresario americano H. David Dalquist y su hermano Mark S. Dalquist, quién cofundaron la compañía de baterías de cocina Nordic Ware con sede en St. Louis Park, Minnesota. A finales de 1940, Rose Joshua y Fannie Schanfield, amigos y miembros de la judeoamericana Sociedad Hadassah en Mineápolis se dirigió a Dalquist preguntando si podía producir una versión moderna del tradicional molde de hierro del Gugelhupf. Dalquist y el ingeniero de la compañía Don Nygren diseñaron una versión del molde hecha de aluminio el cual Nodric Ware tuvo una pequeña producción en marcha en 1950. Para registrar la marca de los moldes exitosamente, una "t" fue añadida a la palabra "Bund". Un número de los originales moldes Bundt ahora residen en la colecciónSmithsoniana.
Inicialmente, el molde Bundt se vendía tan poco que Nordic Ware consideró interrumpir su venta. El producto recibió un gran impulso cuando fue mencionado en el New Good Housekeeping Cookbook en 1963, pero no obtuvo verdadera popularidad hasta 1966, cuando un bizcocho Bundt llamado "Túnel de Fudge" horneado por Ella Helfrich quedó en segundo puesto en el concurso anual Pillsbury Bake-Off, cuya panadera ganó $5,000. La publicidad resultante acabó en más de 200.000 peticiones a Pillsbury para Bundt cacerolas y pronto llevó a los moldes Bundt a superar al molde de estaño Jell-O como la sartén/molde más vendida de los Estados Unidos. En la década de 1970, Pillsbury obtuvo la licencia de usar el nombre Bundt de Nordic Ware y durante un tiempo vendió una gama de bizcochos Bundt .
Hasta la fecha más de 60 millones de moldes Bundt han sido vendidos por Nordic Ware alrededor de Norteamérica. El 15 de noviembre ha sido nombrado como el "Día nacional Bundt".